# Geokichla
Genre
Geokichla est un genre d'oiseaux appartenant à la famille des Turdidae.

## Liste d'espèces
Selon la classification de référence du Congrès ornithologique international (version 2.9, 2011) :
- Geokichla schistacea - Grive schistacée (anciennement Zoothera schistacea)
- Geokichla dumasi - Grive de Dumas (anciennement Zoothera dumasi)
- Geokichla joiceyi - Grive de Céram (anciennement Zoothera joiceyi)
- Geokichla interpres - Grive de Kuhl (anciennement Zoothera interpres)
- Geokichla leucolaema - Grive d'Enggano (anciennement Zoothera leucolaema)
- Geokichla erythronota - Grive à dos roux (anciennement Zoothera erythronota)
- Geokichla mendeni - Grive de Menden (anciennement Zoothera mendeni)
- Geokichla dohertyi - Grive de Doherty (anciennement Zoothera dohertyi)
- Geokichla wardii - Grive de Ward (anciennement Zoothera wardii)
- Geokichla cinerea - Grive cendrée (anciennement Zoothera cinerea)
- Geokichla peronii - Grive de Péron (anciennement Zoothera peronii)
- Geokichla citrina - Grive à tête orange (anciennement Zoothera citrina)
- Geokichla sibirica - Grive de Sibérie (anciennement Zoothera sibirica)
- Geokichla piaggiae - Grive de Piaggia (anciennement Zoothera piaggiae)
- Geokichla crossleyi - Grive de Crossley (anciennement Zoothera crossleyi)
- Geokichla gurneyi - Grive de Gurney (anciennement Zoothera gurneyi)
- Geokichla oberlaenderi - Grive d'Oberlaender (anciennement Zoothera oberlaenderi)
- Geokichla camaronensis - Grive du Cameroun (anciennement Zoothera camaronensis)
- Geokichla princei - Grive olivâtre (anciennement Zoothera princei)
- Geokichla guttata - Grive tachetée (anciennement Zoothera guttata)
- Geokichla spiloptera - Grive à ailes tachetées (anciennement Zoothera spiloptera)